# Love Will Drive Me Crazy
Love Will Drive Me Crazy – drugi singel promujący album Here I Am niemieckiego zespołu Blue System. Singel został wydany 12 stycznia 1998 roku przez wytwórnię Hansa International. Ten singel zakończył karierę zespołu Blue System.

## Lista utworów
CD (Hansa 74321 52598-2) (BMG) 12.01.1998
| Nr | Tytuł                                           | Długość |
| -- | ----------------------------------------------- | ------- |
| 1. | Love Will Drive Me Crazy (Radio Version)        | 3:35    |
| 2. | Love Will Drive Me Crazy (Extended Version)     | 4:43    |
| 3. | Love Will Drive Me Crazy (Instrumental Version) | 3:56    |
| 4. | I Believe You Are an Angel                      | 4:01    |

## Autorzy
- Muzyka: Dieter Bohlen
- Autor Tekstów: Dieter Bohlen
- Wokalista: Dieter Bohlen
- Producent: Dieter Bohlen
- Aranżacja: Dieter Bohlen